# Марі-Луїза фон Мотесіцька
Марі-Луїза фон Мотесіцька (нім. Marie-Louise von Motesiczky; 24 жовтня 1906, Відень — 10 червня 1996, Лондон) — британська художниця австрійського походження.

## Біографія
Марі-Луїза народилась 24 жовтня 1906 року. Бабуся Марії-Луїзи Анна фон Лібен (уроджена Тодеско) була однією з пацієнтів Зигмунда Фрейда в 1890-х роках. 
Марі-Луїза Закінчила школу в тринадцять років, відвідувала уроки мистецтва у Відні, Гаазі, Франкфурті, Парижі та Берліні. У 1927/28 роках її запросив Макс Бекман приєднатися до його майстер-класу у Франкфурті. У 1920 році Бекман познайомився з родиною Мотесіцьких і саме через них він познайомився зі співачкою фон Каульбах, яка стала його другою дружиною в 1925 році. Бекманн був другом і наставником Марі-Луїзи протягом усього життя, його вплив можна побачити в її ранніх портретах і натюрмортах, а також в алегоричних сюжетах, починаючи з 1940-х років. Вона жила в Британії з 1939 року. Другий великий вплив на її творчість після Макса Бекмана мав Оскар Кокошка. Після війни  орендувала квартиру в Лондоні, а її мати залишалася в Амершемі до 1960 року.  
Марі-Луїза померла в Лондоні 10 червня 1996 року. Її прах поховали на кладовищі Деблінг у Відні.

## Творчість
Перший успіх на батьківщині її чекав у 1966 році, коли була організована велика персональна виставка, яка згодом мандрувала до Лінца, Бремена та Мюнхена. Її прорив у Великій Британії відбувся в 1985 році в Інституті Гете в Лондоні. Виставка  викликала визнання та зміцнила її репутацію як великої австрійської художниці. Наступного дня після аншлюсу (приєднання Австрії до Третього рейху Німеччини) 12 березня 1938 року Марія-Луїза та її мати Генрієтта залишили Відень і вирушили до Голландії. У Гаазі жила тітка Марії-Луїзи, Ільза фон Лембрюгген. Там у художниці відкрилась перша персональна виставка в січні 1939 року. У Лондоні вона відновила знайомство з Оскаром Кокошкою (1886–1980) і зустріли письменника Еліаса Канетті (1905–94), з яким Марія-Луїза мала стосунки понад тридцять років, і листування, яке тривало до 1992 року. У 1942 році Канетті присвятив Марії-Луїзі збірку афоризмів (вони були опубліковані посмертно). Портрет Канетті Марії-Луїзи знаходиться в Національній портретній галереї в Лондоні. У Великобританії Мотесіцька приєдналась до Міжнародної асоціації художників і виставляла свої роботи в Чехословацькому інституті в Лондоні в 1944 році. Остання велика виставка її життя відбулася в Австрійській галереї Бельведер у Відні в 1994 році. 

## Посмертне визнання
Після її смерті в 1996 році колекція картин разом із більшою частиною її маєтку була передана Фонду, заснованому в 1992 році для популяризації її робіт. Фонд отримав статус благодійної організації 21 листопада 1996 року як благодійний фонд Марії-Луїзи фон Мотесіцької.   В останні роки Фонд передає роботи Марі-Луїзи в публічні колекції. Вона представлена в місцевих, регіональних, університетських і національних музеях Великобританії, Республіки Ірландія, Австрії, Німеччини, Нідерландів і США.  
Про своє життя в мистецтві вона говорила: «Якби ви могли намалювати лише одну хорошу картину за своє життя, ваше життя було б варте того».